# Per-Olof Lefwerth
Per-Olof Lefwerth, detto Peo (24 febbraio 1945 – Solna, 28 marzo 2020), è stato un cestista svedese.

## Carriera
Con la Svezia ha disputato due edizioni dei Campionati europei (1965, 1969).